# Kirbyville (Texas)
Pour les articles homonymes, voir Kirbyville.
Kirbyville est une ville située au centre-est du comté de Jasper , au Texas, aux États-Unis,. La ville est incorporée en 1826.

## Démographie
Lors du recensement de 2010, la ville comptait une population de 2 142 habitants. Elle est estimée, en 2016, à 2 124 habitants.

### Source de la traduction
- (en) Cet article est partiellement ou en totalité issu de l’article de Wikipédia en anglais intitulé « Kirbyville, Texas » (voir la liste des auteurs).